# Distoechurus pennatus
O gambá-pigmeu-cauda-de-pluma (Distoechurus pennatus) é uma espécie de marsupial da família Acrobatidae. É a única espécie descrita para o gênero Distoechurus. Endêmica da ilha de Nova Guiné. Nenhuma subespécie é reconhecida. 